# Mac向Apple芯片迁移
Mac向Apple芯片迁移是苹果公司的一项为期两年的架构迁移计划。这一计划将Mac电脑从英特尔的x86-64的处理器平台迁移至ARM64架构的Apple芯片，由蘋果自行設計的處理器。苹果公司CEO蒂姆·库克在2020年6月22日的苹果全球开发者大会（WWDC）上宣布了这一计划，该迁移最终于2023年6月完成。
这是苹果第三次将Mac迁移到新的指令集上。第一次是在1994年将Mac从摩托罗拉68000架构迁移至PowerPC平台，第二次是在2005年6月宣布的从PowerPC平台迁移至英特尔x86。
苹果第一次使用ARM架构处理器是在1993年的Apple Newton个人数码助理中。在此之后，苹果大量地在其他如iPhone、iPad、iPod和Apple Watch之类的产品中使用ARM架构。苹果从2009年透過收購P.A. Semi，开始自行研發ARM芯片。

## 背景

### 苹果早期对ARM的使用
在1990年，Apple Newton個人數位助理使得苹果成为了艾康电脑生产的ARM架构处理器的第一个大客户。这个合作也促使了ARM项目被切割成为了一个单独的公司：安謀控股，苹果持股43%。ARM的全称也因此由“Acorn RISC Machine”（艾康精简指令集机器）变为了“Advanced RISC Machines”（高级精简指令集机器）。

### 从PowerPC迁移至英特尔

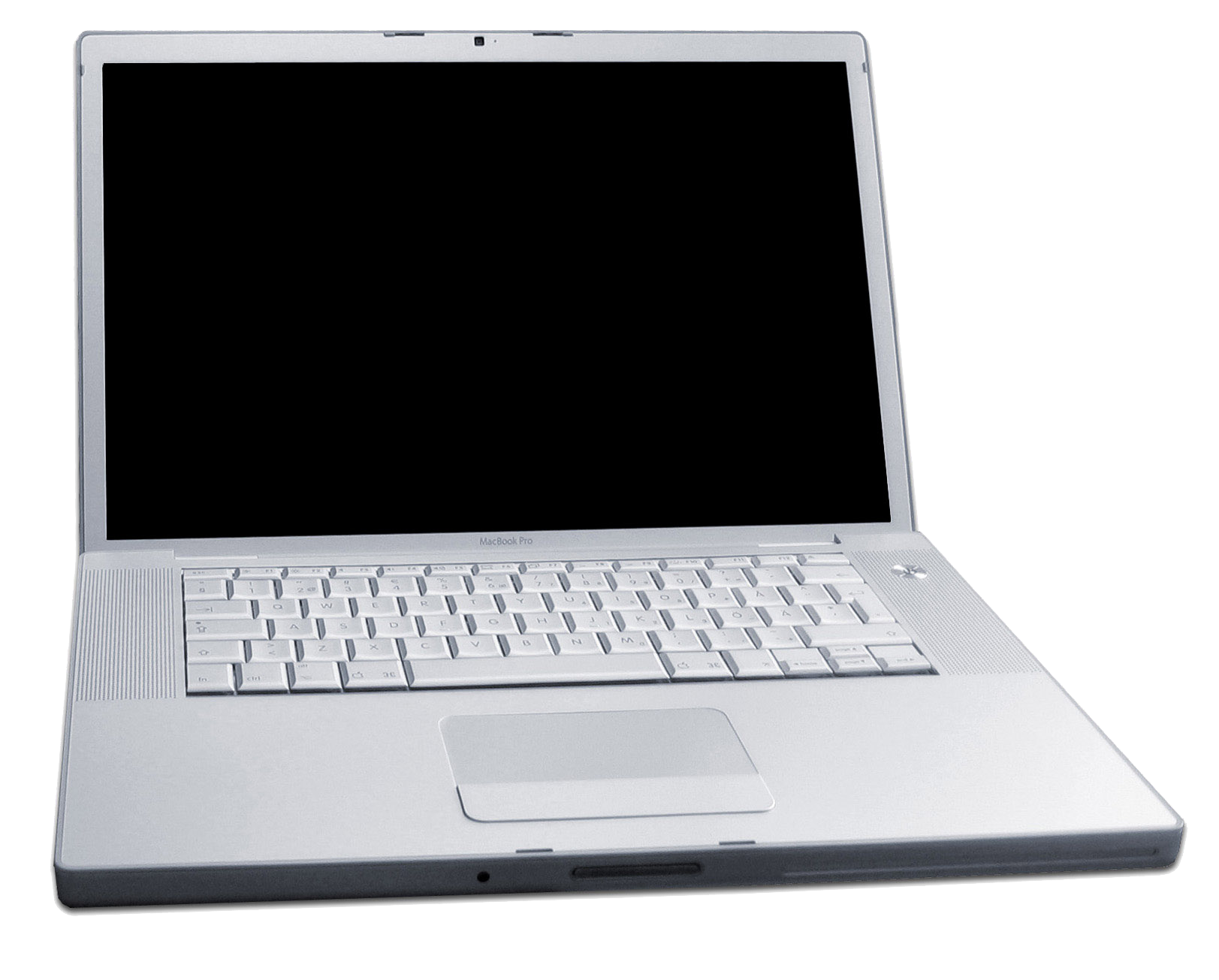
2006年第一代MacBook Pro。最早的使用英特尔x86处理器的Mac之一。

自从苹果在2005到2006年间进行的苹果向英特尔平台迁移计划后，所有新發表的Mac电脑均采用了英特尔的x86架构处理器。史蒂夫·乔布斯在2005年的苹果全球开发者大会的演讲上表示英特尔处理器的能耗显著低于IBM的PowerPC，并称如果继续采用PowerPC的话，苹果将无法制造出其预期中的Mac来面对快速成长的市场对高性能工作站和高级筆記型電腦的需求：“在展望未来时，我们想制造许多令人惊叹的产品……但是我们不知道该如何用PowerPC来制造它们。”截至2006年6月，苹果仅有高端桌上型电脑和伺服器還在使用PowerPC处理器。硬件迁移结束的标志是2006年8月发布且在该年年底发货的基于英特尔处理器的Mac Pro和Xserve 。
苹果在硬件迁移结束后的第三年，也即2009年8月发布的Mac OS 10.6 "Snow Leopard"里结束了对PowerPC硬件的支持 。而使用Rosetta翻译执行PowerPC程序的支持也在5年后的2011年7月发布的Mac OS X 10.7 "Lion"中被放弃，宣告了整个迁移的结束。

### 自研芯片的研发

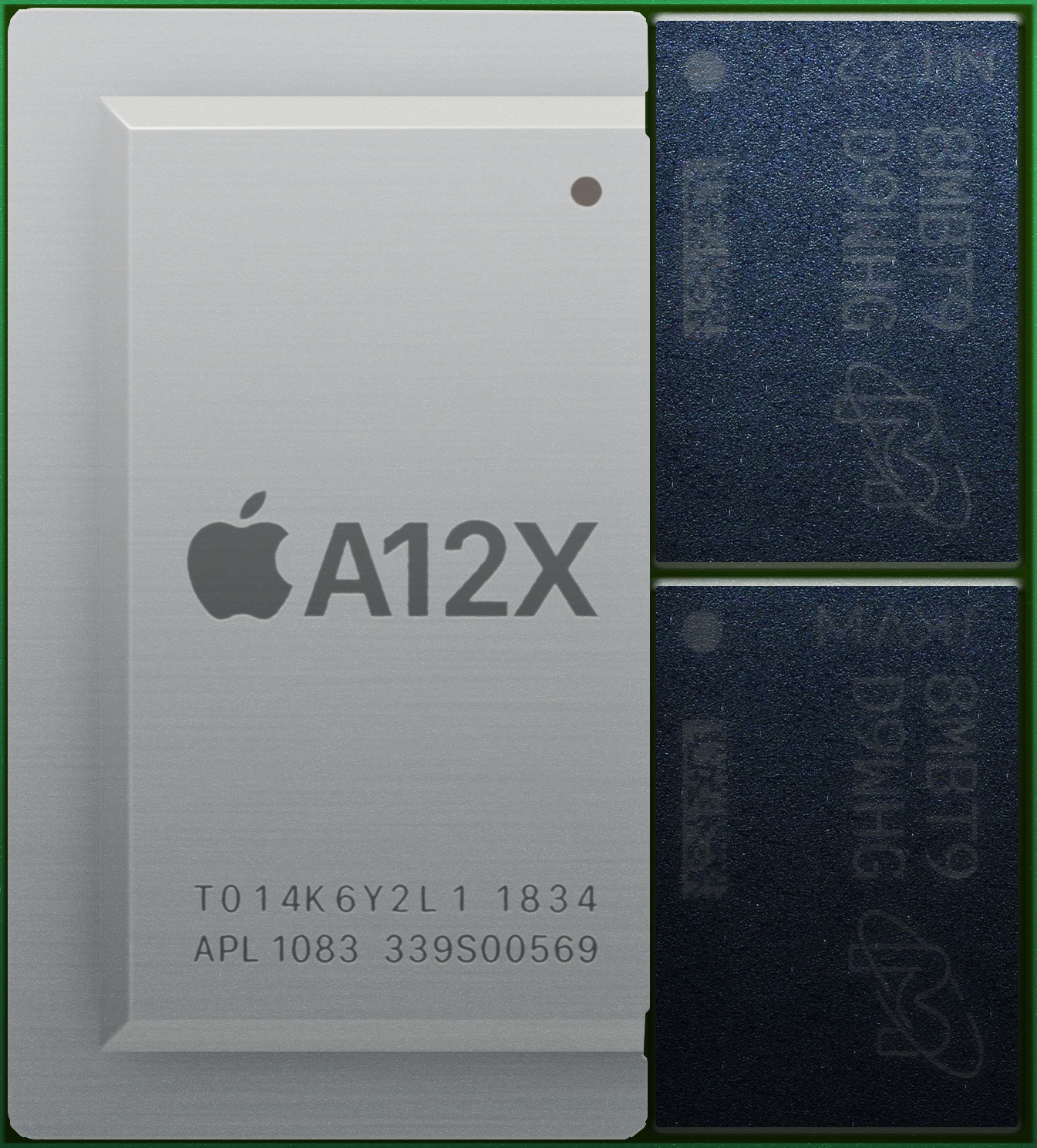
Apple A12X處理器

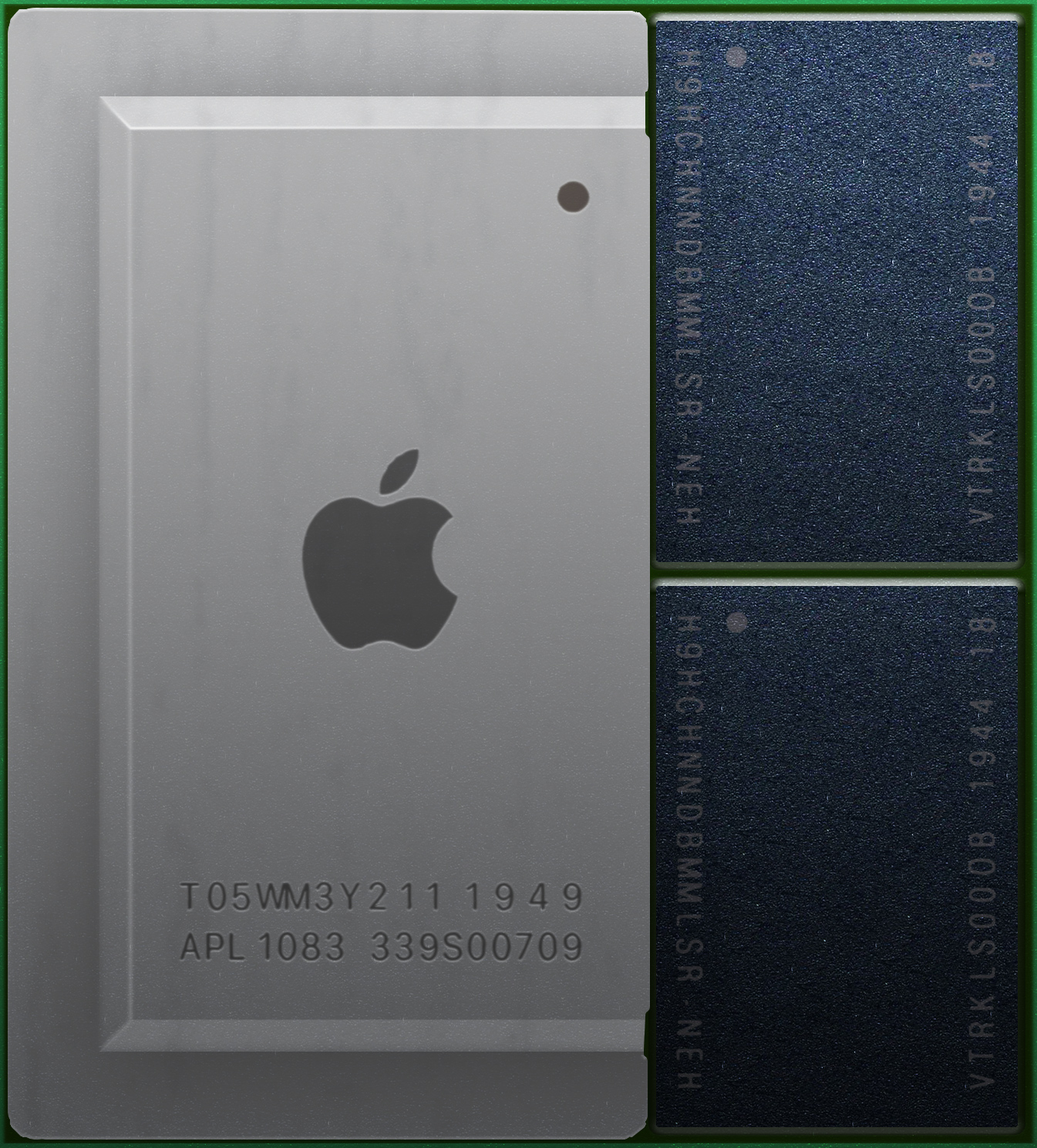
Apple A12Z處理器

2009年，苹果以2.78亿美元收购了半导体公司P.A. Semi。当时分析称苹果收购P.A. Semi是为了其所持知识产权和工程师人力资源。苹果CEO史蒂夫·乔布斯称P.A. Semi将会为iPod和iPhone研发SoC。此后，苹果发布了一系列配备自研处理器的产品。
自2011年起就有关于苹果将Mac迁移到自研ARM处理器的传闻。当时，SemiAccurate预测这一迁移将会发生在2013年年中 。2014年，MacRumors称苹果正在测试一台拥有更大的妙控板的基于ARM的Mac 。2018年，彭博社称苹果正在计划从2020年开始在Mac中使用其自研的ARM架构处理器 。
近年来，媒体报道中多次记载了苹果对英特尔研发速度和品质的疑惑和不满 。苹果在2017年的iPhone中因为英特尔的基带芯片而遇到问题并导致预期生产时间节点的延误。与此同时，一份2018年的报告指出英特尔芯片的问题导致了苹果对MacBook的重新设计 。2019年，苹果指责英特尔芯片库存的短缺导致了Mac销量的下降 。
到2020年，有报道指出在2018款iPad Pro中使用的Apple A12X Bionic处理器已经能够在性能上和在MacBook Pro中使用的英特尔Core i7处理器打平 。
在2020年苹果全球开发者大会前数月，多家媒体称苹果将会在此次活动中官方宣布迁移至自研芯片 。

## 迁移至Apple芯片
苹果在2020年6月的苹果全球开发者大会中的一系列讲座中宣布了其将Mac迁移至Apple芯片的计划 。整个迁移将持续“大约两年”，且第一台基于ARM的Mac将会在2020年年底前发布 类似的话在2005年到2006年苹果向英特尔平台迁移的过程中出现过，但那次迁移仅花了一年半 。
所有macOS Big Sur中的自带应用均将同时支持x86-64与ARM架构。其他应用（包括知名的Adobe Photoshop、Final Cut Pro和Microsoft Word）则将类似地支持两个平台 。
为了使x86原生应用也可以在基于ARM的Mac上运行，苹果将Rosetta 2这一动态二进制翻译软件无缝嵌入了macOS Big Sur使得用户可以在无感知的情况下执行x86原生应用 。而通用二进制2则可以令开发者同时支持x86-64和ARM64 。
为了方便为ARM架构的Mac开发软件，苹果向开发者借出一台基于ARM的原型Mac——Developer Transition Kit来做测试。这一原型Mac采用了经过大规模修改的iPad Pro硬件，并且被安放在了一个Mac mini的外盒中 。
前英特尔的主任工程师François Piednoël公开发表个人观点称英特尔近三年来在Skylake架构处理器中“异常糟糕”的品控导致苹果成为了“报告Skylake问题最多的组织”，这也成为了苹果从英特尔平台迁移走的導火線之一。英特尔的首席技术官Mike Mayberry则反驳称这种品控问题在任何CPU厂商中都可能大规模出现 。

### 性能
在宣布迁移后不久的一次采访中，苹果的软件工程高級副總裁克雷格·费德里吉（Craig Federighi）高度赞扬了Developer Transition Kit（DTK）这一原型机的性能，称：“即使是对于DTK这样一台用着我们永远都不会放到Mac里的芯片的机器，一台仅仅是为了迁移而存在的机器，macOS都能在其上顺畅地运行。虽然这台机器根本不能作为评判未来的Mac的标准……但是你可以从中明白我们的芯片团队在根本没有努力的情况下能做到什么样子。而在未来的Mac的设计里他们会将会努力。”

## 影响

### 苹果公司
这次迁移将会使得苹果公司得以降低成本，因为它不再需要购买其他公司生产的昂贵CPU 。

### 英特尔和AMD
有消息指出这将在短期内对英特尔带来中等程度的负面影响，理由是苹果占据英特尔年收入的2%到4% ，且其Mac电脑在全球市场仅占7% 。同時由於這次遷移也同時標誌著蘋果放棄AMD Redeon顯卡，這也會對AMD造成短期負面影響。而在长期上，有猜测认为这次迁移将使得其他PC制造商重新考虑其對英特爾Core和AMD Ryzen所使用的x86架构的依赖，因为Mac经常在個人電腦行業裡帶領轉變。

### 开发者
因为iOS平台的应用将可以在ARM架构的Mac上运行，苹果希望就此整合其软件和硬件使得开发者开发的应用能够在整个苹果平台上运行 。

### 用户
由于Apple芯片相较于英特尔处理器功耗更低，这次迁移可能带来更纤薄轻巧的Mac笔记本 。
iOS平台上的应用将可以在ARM架构的Mac上运行，这使得Mac平台的软件变得更加丰富 。
然而迁移到苹果专有的芯片上将会显著打击甚至完全阻止在普通PC硬件上运行macOS的行为（这一行为违背macOS的软件协议，即俗称的Hackintosh“黑苹果”玩家行为） 。
苹果用于在英特尔平台的Mac上启动Microsoft Windows的双启动引导软件启动转换也将不会出现在基于Apple芯片的Mac上。2020年6月，苹果声称其无意在基于Apple芯片的Mac上“支持直接启动到Windows”。苹果的高级软件工程副总裁克雷格·费德里吉称虚拟化是一个替代方案：“完全虚拟化将会是一条出路……虚拟化软件效率可以很高，因此无法直接启动到Windows其实不是什么大问题。” 微软没有评价是否会针对基于ARM的Windows提供除OEM预装以外的授权 。而依靠微软的Windows on Arm项目，不少个人电脑用户已经成功将Windows虚拟化到Arm架构的M1 MacBook上，通过Windows on Arm的中介以運行Windows x86架构的软件。2021年4月，虛擬化軟體Parallels Desktop推出16.5版本，正式支援在M1處理器的Mac上運行Windows on Arm以及許多熱門的Linux軟體。

## 遷移過程

### 2020
2020年11月10日，蘋果發表了首款針對Mac所設計的處理器M1，一款基於ARM架構的系統單晶片，採用台灣積體電路製造公司的5奈米製程。首批搭載該晶片的新款Mac機型有三：MacBook Air、Mac Mini及13吋MacBook Pro。這些新機型在外型上均與前代產品沒有差異，唯以新處理器帶來的效能提升與能耗降低為銷售特點。

### 2021
2021年4月20日，搭載了M1晶片的新款24吋iMac發表。該機型經過重新設計，具有新的彩色外觀，且最大厚度較前代機型大幅縮減。此外，蘋果也同時發表了新款11吋與12.9吋iPad Pro，同樣將M1晶片放入其中，並在12.9吋機型上採用mini-LED螢幕。
2021年10月18日，蘋果發表M1晶片系列的下款成員，M1 Pro以及M1 Max，這是首款面向專業人士需求設計的Mac晶片。與M1相比，兩款晶片具有增大的面積、更多的電晶體數、更大的記憶體頻寬以及更多的CPU、GPU核心，並具有ProRes格式專用的編碼與解碼引擎，與之相對地，其功耗也較M1大。同日發表的14吋及16吋MacBook Pro是首款搭載這兩張晶片的Mac，具有新設計的外觀、mini-LED的高更新率螢幕以及較多的連接埠。在新款產品發布後，蘋果官方網站隨即停止販售所有搭載Intel處理器的MacBook Pro。

### 2022
2022年3月8日，蘋果發表了M1晶片系列的最後一個成員：M1 Ultra。該晶片由兩片M1 Max連接而成，在核心數、記憶體大小上均可達M1 Max的兩倍，是M1系列的最高階版本。由於採用UltraFusion技術，連結的兩片裸晶之間能以低功率維持每秒2.5太位元組的高頻寬，且在運作時能被軟體視為單一晶片，開發人員不需特別調整程式即可充分利用其性能。同日發表的Mac Studio是第一款搭載M1 Ultra的Mac，同時也可選擇M1 Max的版本。Mac Studio是蘋果新推出的桌上型電腦系列，需搭配外接的顯示器、鍵盤、輸入裝置使用，其設計如同高度增加的Mac mini，多數增加的空間都由散熱系統佔據。
2022年6月6日，蘋果在WWDC開發者大會上發表了M2晶片，作為M1晶片的繼任者。相較於M1，M2晶片採用新一代的台積電5奈米製程，擁有更多的電晶體數，更大的記憶體頻寬，並加入了ProRes格式的編碼與解碼引擎。第一款搭載M2晶片的Mac是同樣於當日發表的新一代MacBook Air，其外形經過重新設計，具有類似2021年MacBook Pro的外型，但沒有放入散熱風扇。與前代相比，其最大厚度縮減，揚聲器與視訊鏡頭品質均有所提升。

### 2023
2023年1月，蘋果公佈了基於M2及M2 Pro的Mac Mini，並終止銷售之前基於Intel i5/i7的型號，至此，尚未遷移至Apple芯片的Mac產品線只剩下Mac Pro。
2023年6月5日，蘋果在2023 WWDC開發者大會主題演講中宣布了基於M2 Ultra芯片的Apple Silicon Mac Pro。Intel Mac Pro停產，用三年時間完成了向Apple 芯片的“兩年過渡”。

## 评价
作为如同2005年苹果向英特尔平台迁移的迁移项目，本次迁移在受到褒奖的同时也被质疑会觸發消費者延遲或取消購買蘋果電腦產品（英文裡稱為「歐思邦效應」）。Wired表达了对苹果设计师能否把一个手机处理器的性能提升到Mac Pro级别的质疑，并且质疑苹果含混不清地说会在ARM架构的Mac上支持英特尔x86原生应用“很多年”到底是多久。
而在正面评价中，Lauren Giret赞扬了苹果可能因为其软硬件的紧密结合和大量能在新平台运行的软件而“在微软失败的领域取得成功” 。

## 爭議

### 不再支持外接GPU
基于Apple芯片的Mac取消了对于外置GPU的支持，苹果给出的理由是内置GPU性能已经足够强大。然而，实测发现外置GPU仍然可以被识别，但是因为苹果不再提供相应驱动程序而无法使用，引发部分用户批评苹果故意减少硬件可扩展性的讨论。

### M2機型SSD性能
基于M2芯片的MacBook Pro以及MacBook Air发布后，有用户发现基础款256GB储存型号的SSD性能只有前代的一半。经过拆机可以看到苹果将前代的双128GB颗粒改为了单颗256GB颗粒，导致SSD速度减半。有评论指出这将严重影响8GB内存设备的日常使用，并对MacBook Pro机型的生产力用途产生负面影响。
基于M3芯片的MacBook Air发布后，拆机发现苹果将256GB型号恢复为双128GB颗粒，解决了M2入门机型SSD性能减半的问题，但此后生产的M2 256GB机型仍然使用单颗256GB颗粒。